# 東北しんきんカード
株式会社東北しんきんカード（とうほくしんきんカード、Tohokushinkin card Co.,Ltd.）は、東北6県の信用金庫の出資会社で、仙台市に本拠を置くクレジットカード会社である。

## 概要
1983年に、東北6県の信用金庫と住友クレジットサービス（現:三井住友カード）、しんきん総合サービス等の出資で設立され、現在に至る。
VJA加盟企業であると同時に、ジェーシービーのフランチャイジー。東北6県の信用金庫の顧客等を経営基盤として、VISA・JCBブランドのカードを発行している。なお、当社と各信用金庫とのキャッシュカード一体型クレジットカードは発行していない。

## クレジットカード

### VISA
- 東北しんきんVISAゴールドカード
- 東北しんきんVISAクラシックカード
- ロードサービスVISAカード / 同ゴールドカード - ロードサービス付帯
- 東北しんきんセルカカード - 旅行保険が充実。国際ブランドはVISA。
- 東北しんきんVISAレディースカード

### JCB

#### 追加カード
- ETC専用カード
- 東北しんきんカードiD（ケータイ） - iDのおサイフケータイアプリケーション対応

## 関連会社
| - 東奥信用金庫 - 青い森信用金庫 - 秋田信用金庫 - 羽後信用金庫 - 山形信用金庫 - 米沢信用金庫 - 鶴岡信用金庫 - 新庄信用金庫 - 盛岡信用金庫 - 宮古信用金庫 | - 一関信用金庫 - 北上信用金庫 - 花巻信用金庫 - 水沢信用金庫 - 杜の都信用金庫 - 宮城第一信用金庫 - 石巻信用金庫 - 仙南信用金庫 - 気仙沼信用金庫 - 会津信用金庫 | - 郡山信用金庫 - 白河信用金庫 - 須賀川信用金庫 - ひまわり信用金庫 - あぶくま信用金庫 - 二本松信用金庫 - 福島信用金庫 - 三井住友カード |

## 加盟する信用情報機関
割賦販売法および貸金業法に基づきクレジットカードなどの信用審査を行う為に以下の信用情報機関に加盟する。
- 株式会社シー・アイ・シー(CIC)